# Ophiarachnella
Genre
Ophiarachnella est un genre d'ophiures (groupe proche des étoiles de mer) de la famille des Ophiodermatidae. 

## Caractéristiques
Le disque est densément couvert de petits granules, sauf les boucliers radiaires, nus (ils sont petits et arrondis). Les bras sont dépourvus de granulation, avec des piquants brachiaux très courts et en général comme « peignés » le long des bras (parfois difficiles à discerner), et 2 écailles tentaculaires sur la face inférieure. 

## Liste d'espèces
Selon World Register of Marine Species (26 décembre 2020) :

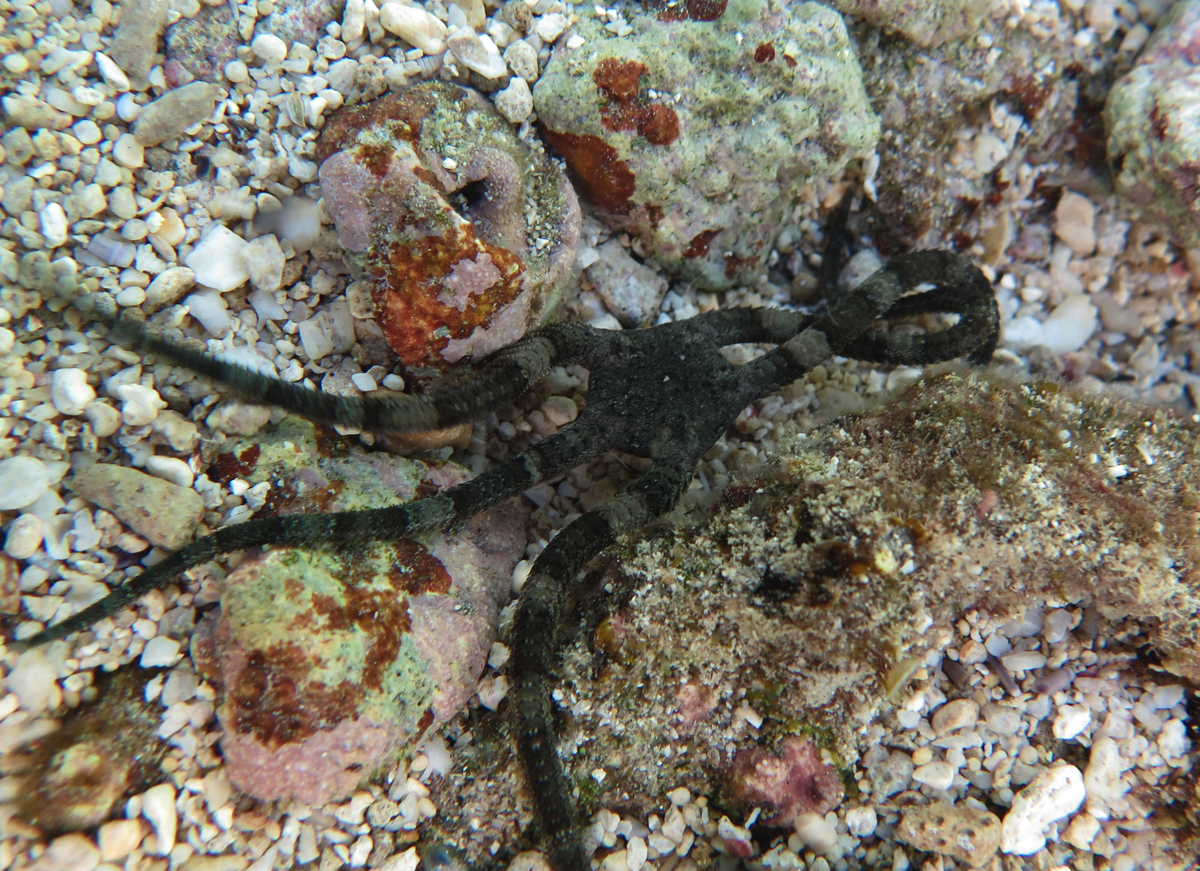
Ophiarachnella gorgonia à La Réunion.

- Ophiarachnella africana Koehler, 1914
- Ophiarachnella angulata (Lyman, 1883)
- Ophiarachnella capensis (Bell, 1888)
- Ophiarachnella differens Murakami, 1944
- Ophiarachnella elegans (Bell, 1894)
- Ophiarachnella gorgonia (Müller & Troschel, 1842)
- Ophiarachnella honorata (Koehler, 1904)
- Ophiarachnella infernalis (Müller & Troschel, 1842)
- Ophiarachnella macracantha H.L. Clark, 1909
- Ophiarachnella megalaspis H.L. Clark, 1911
- Ophiarachnella parvispina H.L. Clark, 1925
- Ophiarachnella paucigranula H.L. Clark, 1938
- Ophiarachnella paucispina (Koehler, 1905)
- Ophiarachnella petersi (Lyman, 1878)
- Ophiarachnella planispina Liao, 2004
- Ophiarachnella ramsayi (Bell, 1888)
- Ophiarachnella semicincta (Studer, 1882)
- Ophiarachnella septemspinosa (Müller & Troschel, 1842)
- Ophiarachnella similis (Koehler, 1905)
- Ophiarachnella snelliusi (A.H. Clark, 1964)
- Ophiarachnella sphenisci (Bell, 1894)
- Ophiarachnella stabilis (Koehler, 1905)
- Ophiarachnella stearnsii (Ives, 1891)

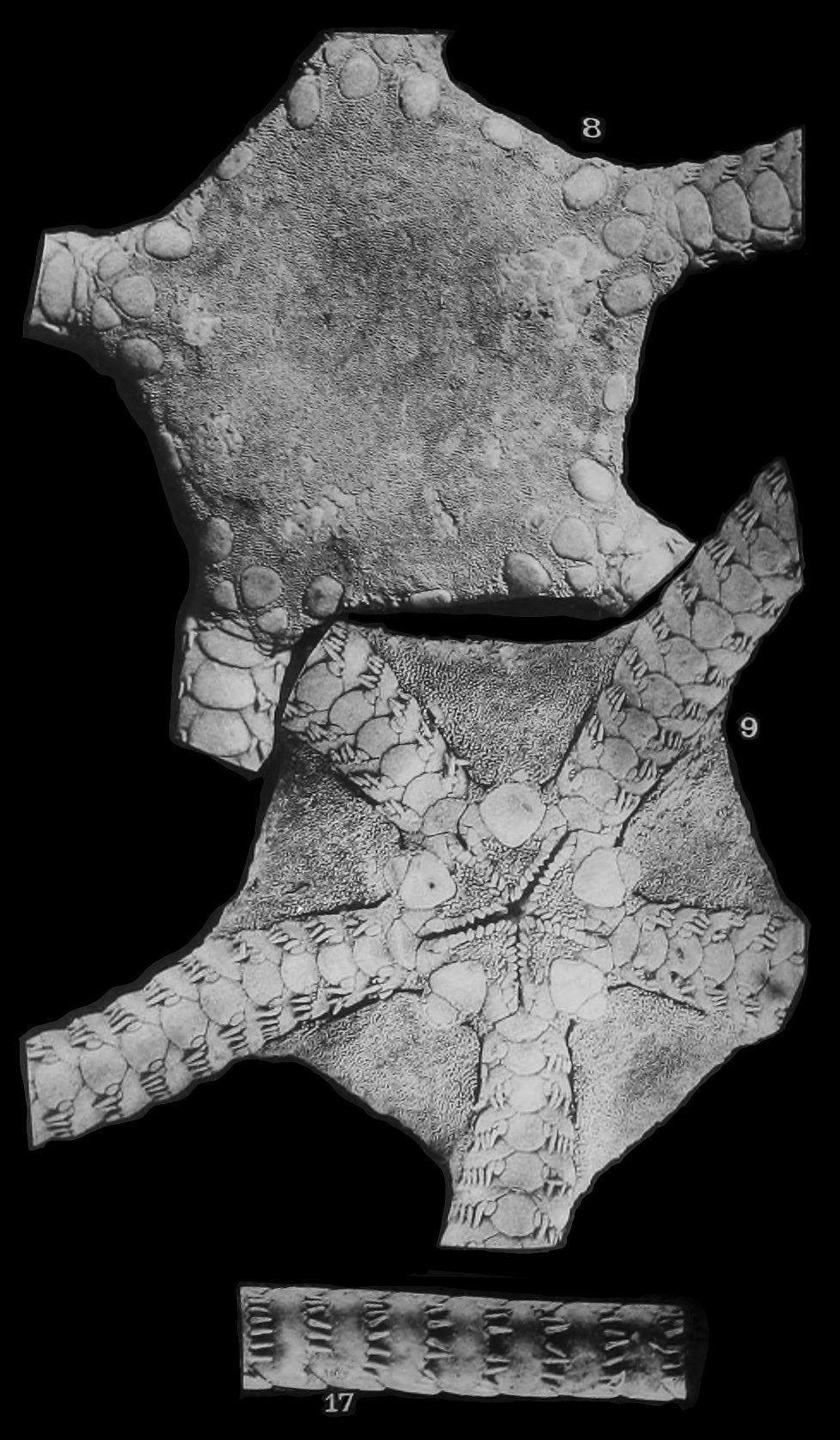
Ophiarachnella africana.
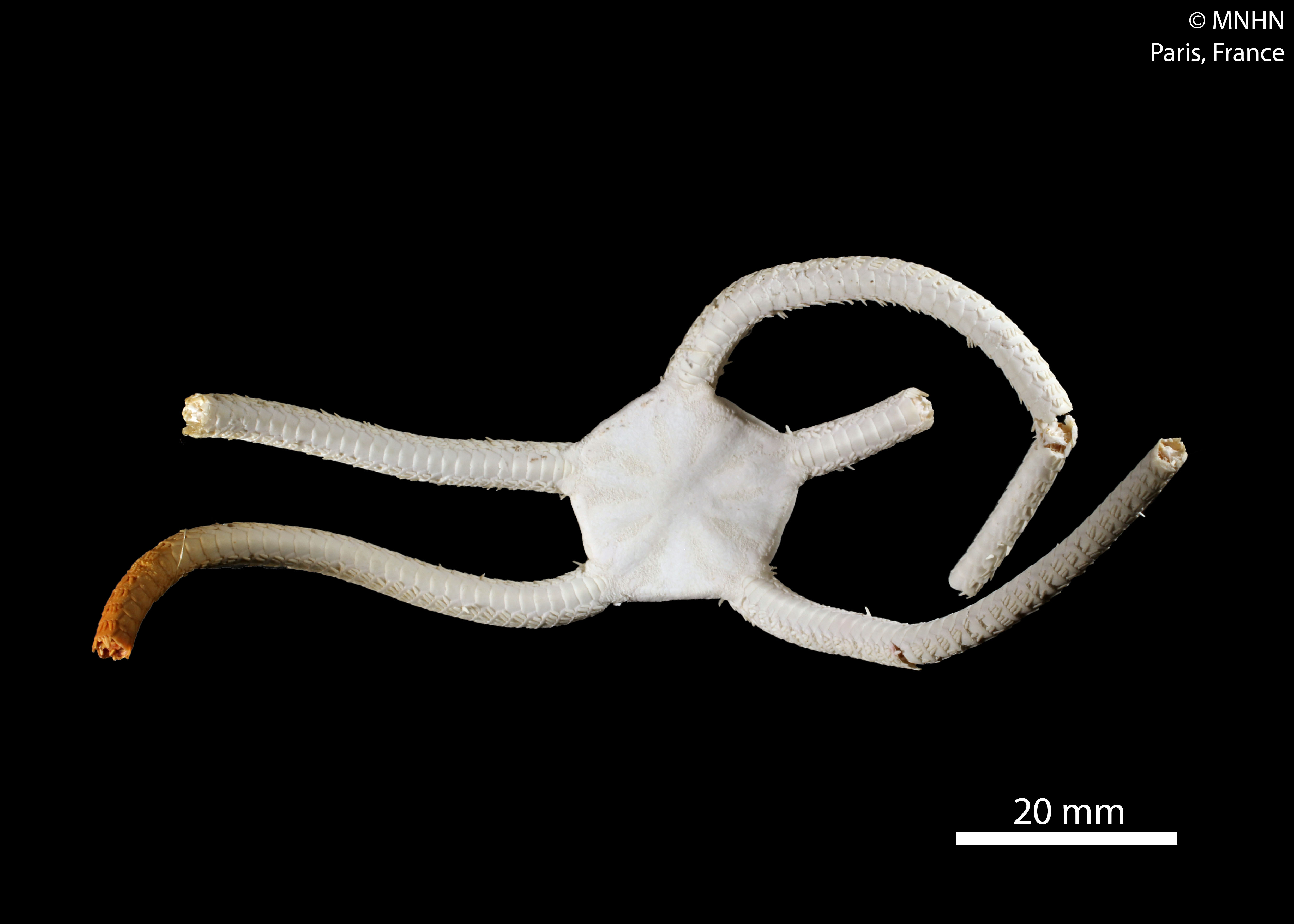
Ophiarachnella angulata.
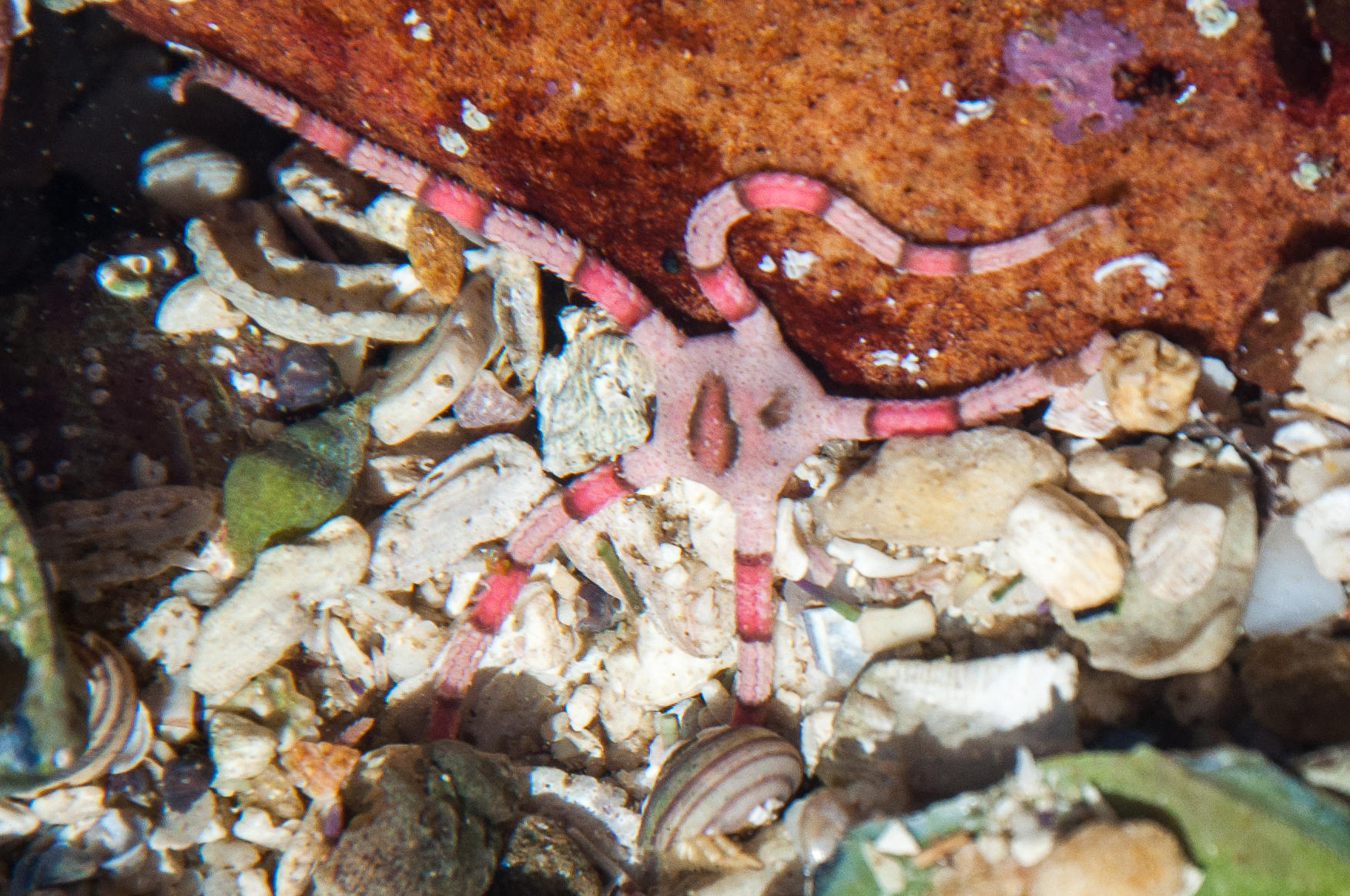
Ophiarachnella capensis.
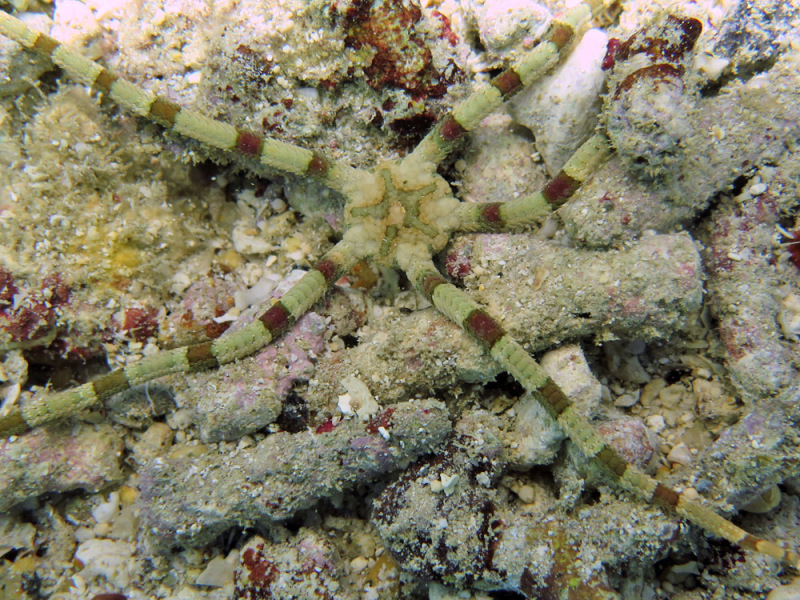
Ophiarachnella gorgonia.
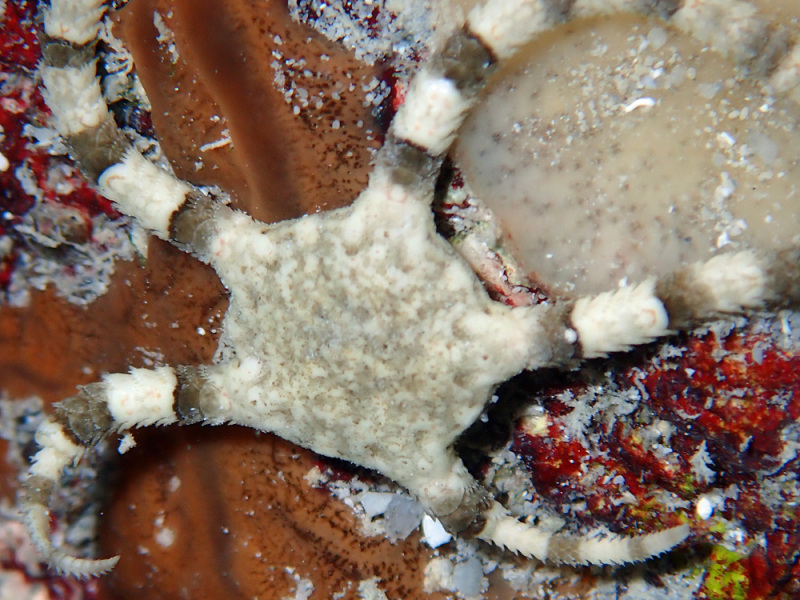
Ophiarachnella infernalis.
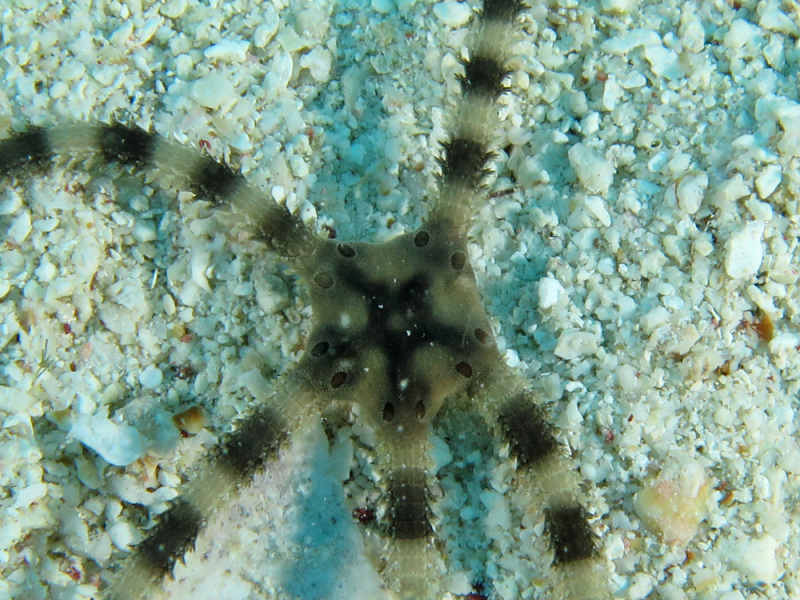
Ophiarachnella macracantha.
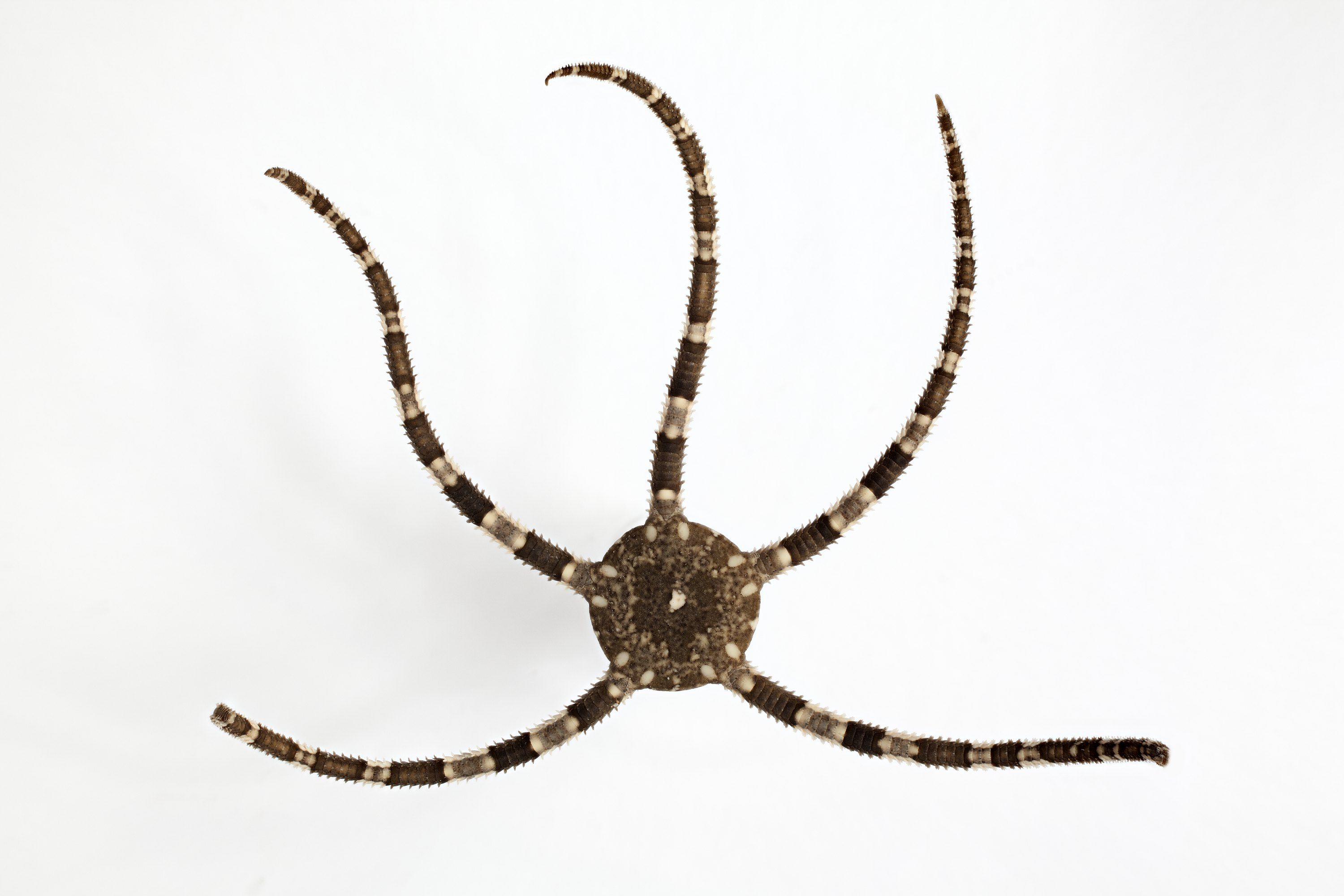
Ophiarachnella ramsayi.
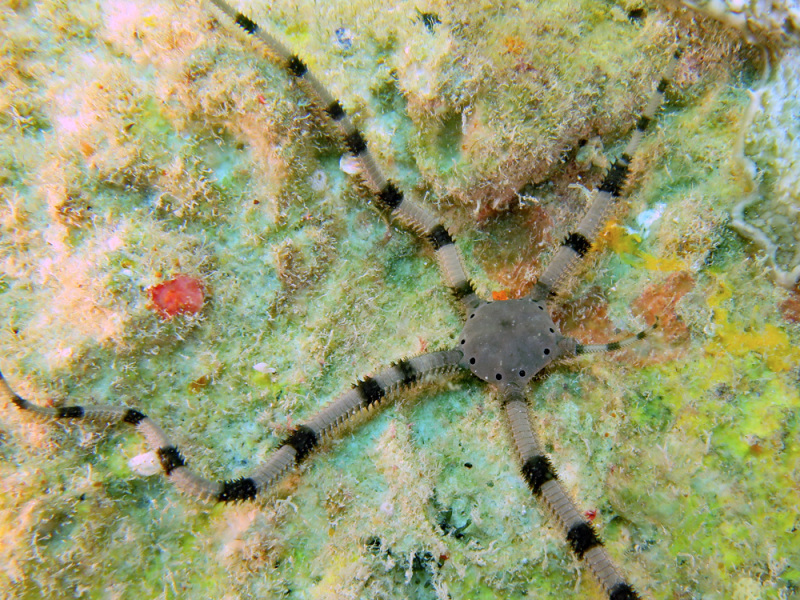
Ophiarachnella septemspinosa.
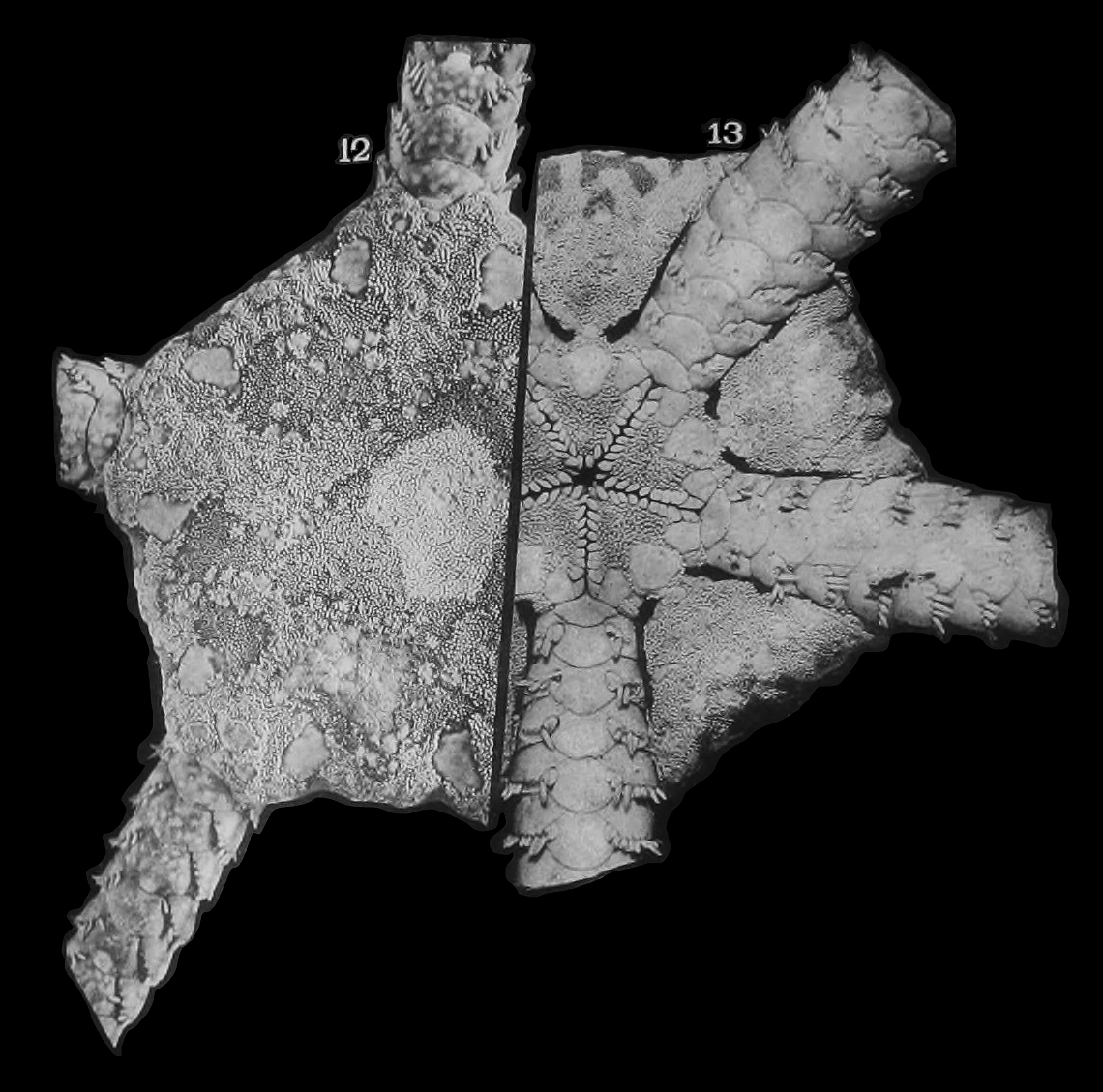
Ophiarachnella similis.
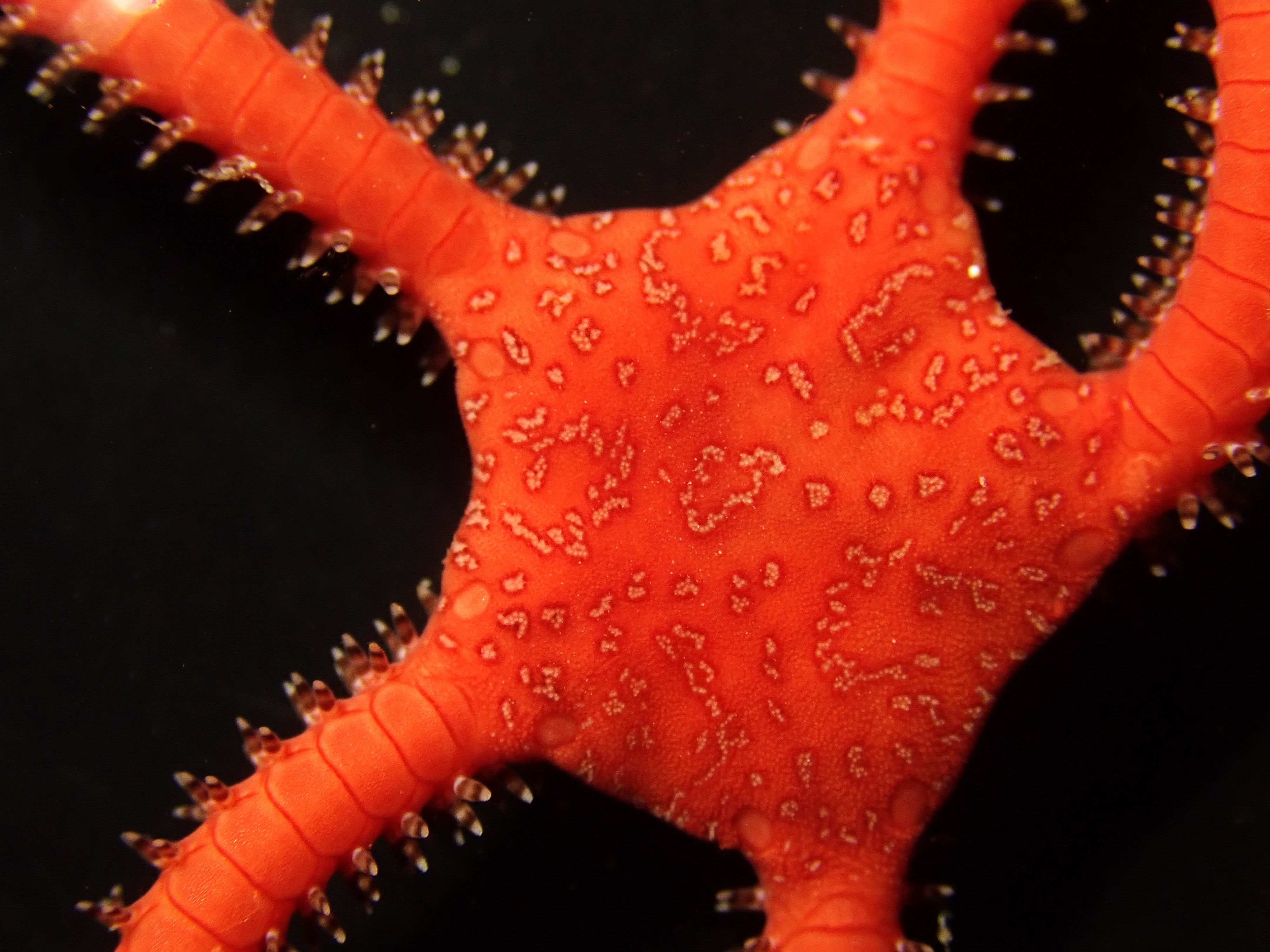
Ophiarachnella snelliusi.